# Малка кула (Лерин)
Малката кула (гръцки: Μικρός Κουλές) се османска отбранителна кула в южномакедонския град Лерин (Флорина), Гърция.

## Местоположение
Кулата се намира в центъра на града, на улица „Тагматархис Фуледакис“, в двора на Трета гимназия.

## История
Кулата е построена най-вероятно в края на XVIII или в XIX век. В 1985 година кулата е обявена за паметник на културата.

## Арпитектура
Кулата е отбранителна, типична за много райони на Балканите в XVIII - XIX век. Такива кули са изграждани от богати жители и обикновено имат квадратен етажен план и са в контакт с основната къща. Като архитектура Малката кула е квадратна и е завършвала с купол. Оцеляла е само долната част на сградата с височина 4,75 m и външни размери 6,80 х 6,82 m. Стените са с дебелина от 0,98 до 1,04 m, а вътре има скрити хоризонтални рамки от дървен материал на всеки 3 m. Входът има хоризонтална носеща дървена греда и полукръгъл тухлен свод. Отвътре сводът е островърх. Куполът е изграден от тухли и е покрит с турски керемиди. Каменно стълбище води нагоре, а покритието е от каменни плочи.